# Fuad Stephens
Muhammad Fuad Stephens (nacido como Donald Aloysius Marmaduke Stephens; Kudat, 14 de septiembre de 1920 - Kota Kinabalu, 6 de junio de 1976) fue un político malasio que fungió en dos ocasiones como Ministro Principal (Jefe de Gobierno) del Estado de Sabah, y como Yang di-Pertua Negeri (Gobernador o Jefe de Estado de Sabah) entre 1973 y 1975. También fue el primer Huguan Siou o Líder Supremo de la comunidad Kadazandusun, y fundador de los partidos Organización Nacional Kadazandusun Unida y posteriormente el Frente Unido del Pueblo de Sabah (BERJAYA).
Stephens jugó un papel importante en la independencia de la colonia británica de Borneo del Norte y su incorporación a la Federación de Malasia como Sabah, siendo designado interinamente Ministro Principal el 16 de septiembre de 1963. Dimitió el 31 de diciembre de 1964 para unirse al Gabinete Federal de Tunku Abdul Rahman. Sin embargo, después de la salida de Singapur de la Federación en agosto de 1965, Stephens adoptó una postura crítica hacia la posición de Sabah en la Federación, si bien no a su permanencia, aunque sus peticiones de mayor autonomía fueron rechazadas por el gobierno. En 1967, su partido perdió las primeras elecciones estatales directas ante la Organización Nacional Unida de Sabah (USNO) de Mustapha Harun. En 1971 se convirtió al islam y cambió su nombre, aunque mantuvo su apellido británico. Ese mismo año su partido boicoteó las elecciones estatales, dándole a Mustapha la posibilidad de ser reelegido sin oposición. En 1973 fue designado Gobernador de Sabah por el gobierno de Abdul Razak Hussein, cargo en el que se mantuvo hasta 1975. Ese mismo año, junto a Harris Salleh, fundaron el Frente Unido del Pueblo de Sabah (BERJAYA), triunfado con el 54.10% del voto popular en las siguientes elecciones, a principios de 1976 y asumiendo Stephens un segundo mandato como Ministro Principal de Sabah.
Durante su segundo mandato, Stephens rechazó un acuerdo con Petronas que concedía a Sabah tan solo el 5% de las regalías petroleras. Dicha empresa era presidida por el ministro de Finanzas, Tengku Razaleigh Hamzah. El día posterior al rechazo a firmar el acuerdo, el 6 de junio de 1976, a cuarenta y cuatro días de asumir el mandato, Stephens, y otras diez personas murieron en un misterioso accidente de avión en Kota Kinabalu, la capital de Sabah. Debido a que cinco de esas personas eran importantes ministros del gobierno estatal, se suele denominar al evento como "Tragedia del Seis Doble". Harris Salleh, en calidad de Viceministro Principal, asumió el gobierno.

## Vida personal
Stephens se convirtió al islam en enero de 1971, y adoptó el nombre de 'Muhammad Fuad', apellido que significa «corazón» en lengua árabe. Stephens también fue animado a renunciar a su apellido, al tiempo de su conversión, pero se negó a ello.